# Metacyclops brauni
Metacyclops brauni – gatunek widłonoga z rodziny Cyclopidae. Nazwa naukowa tego gatunku skorupiaków została opublikowana w 1962 roku przez biologa Hansa-Volkmara Herbsta.